# Cabugao
Cabugao is een gemeente in de Filipijnse provincie Ilocos Sur op het eiland Luzon. Bij de laatste census in 2010 telde de gemeente bijna 36 duizend inwoners.

## Geografie

### Bestuurlijke indeling
Cabugao is onderverdeeld in de volgende 33 barangays:
| - Alinaay - Aragan - Arnap - Baclig - Bato - Bonifacio - Bungro - Cacadiran - Caellayan - Carusipan - Catucdaan | - Cuancabal - Cuantacla - Daclapan - Dardarat - Lipit - Maradodon - Margaay - Nagsantaan - Nagsincaoan - Namruangan - Pila | - Pug-os - Quezon - Reppaac - Rizal - Sabang - Sagayaden - Salapasap - Salomague - Sisim - Turod - Turod-Patac |

## Demografie
Cabugao had bij de census van 2010 een inwoneraantal van 35.706 mensen. Dit waren 1.859 mensen (5,5%) meer dan bij de vorige census van 2007. Ten opzichte van de census van 2000 was het aantal inwoners gegroeid met 4.247 mensen (13,5%). De gemiddelde jaarlijkse groei in die periode kwam daarmee uit op 1,27%, hetgeen lager was dan het landelijk jaarlijks gemiddelde over deze periode (1,90%).

De bevolkingsdichtheid van Cabugao was ten tijde van de laatste census, met 35.706 inwoners op 95,56 km², 373,7 mensen per km².

## Geboren in Cabugao
- José María Sison (1939-2022), schrijver en activist
- Deogracias Savellano (1959-2025), politicus